# Петрівка (Прилуцький район)
Петрі́вка — село в Україні, у  Прилуцькому районі Чернігівської області. Населення становить 447 осіб. Входить до складу Малодівицької селищної громади.

## Топонімія
Ліс, посаджений на східній стороні села колись належав поміщику Джиґурді і по сьогодні він носить назву Джиґурдин ліс.
Село Петрівку і Воровського роз'єднує болото і дорога, що проходить до Воровського, мала три містки. Той же таки Джиґурда, економія котрого була на околиці села, насипав через болото греблю, щоб скоротити шлях до своїх ланів. Давно вже немає болота, а дорога ця і зараз зветься Джиґурдина гребля.
Поряд греблі було поле, що мало назву Руди. Там же на Рудах є місцина, що називається Круг. Старожили розповідали, що цей Круг, величиною десь у 0,5 га, раніше був серед води, до нього добиралися човнами, а там був посаджений парк, багато бузку, квітів, там частенько збиралось панство.
На північному заході села розташоване поле, яке має вигляд кургану. Колись ця земля належала заможному хліборобу Ґоґолю. І сьогодні воно має назву Ґоґолева могила.
Є в селі ще одне місце, що має дивовижну назву. Чи то таке слово перекрутилося з часом, чи й справді мало споконвічну таку назву. Біля Ґоґолевої могили є поле, що зветься Мирла. Раніше це була заболочена місцевість, поросла очеретом і осокою. Весною вона довгий час стояла залита водою і через те довго не оброблялась. Якщо літо дощове, то й зараз поле затоплене водою.
По другу сторону річки Галки береги називаються «Кут». Звідки пішла та назва невідомо.

## Історія
Дату, коли утворилося село Петрівка, не встановлено. Проте відомо, що в 1781 році діяла церква пророка Іллі. Історичні джерела свідчать про те, що село Петрівка було засноване не пізніше першої половини XVII століття.
За однією з версій село одержало назву від імені свого засновника чи власника. Воно було спочатку військовим і нікому не належало, ніяким урядом, ні за ким не закріплялось. Належало до Монастирської сотні. Започатковане воно на березі невеличкої річки Галки, правому притоці Удаю. В той час річка Галка була судноплавною.
За іншою з версій сама назва пішла від власника кріпаків поміщика Петра Баратова. По його імені начебто і назвали село Петрівкою. За нею ж перші поселенці поселились недалеко від села Галиці близько 2,5 км на Батраківці (так називалася ця частина села). Ці поселенці були кріпаками(російською мовою - батраками).
Сусіднє село Галиця 23 роки було сотенним містечком Прилуцького полку і в ньому було багатолюдно і гамірно.
Але в 60-х роках XVII століття Галиця була розорена і спустошена ордою. Багато людей забрали в полон, поля позаростали бур'янами… Село Петрівка якимось дивом збереглося, проте статус вільного села мало не довго. Цими двома селами заволодів Лазар Горленко (Горленки (рід)), він знову заселив село Галицю і потім обидві ці маєтності віддав Семену Раковичу (Раковичі (рід), своєму полковому писарю і зятю. Володіючи цими маєтностями Семен Ракович приєднав землі, що знаходились навколо і став великим землевласником.
Як свідчать царські грамоти, що збереглись в сімейному архіві Раковичів, служив він царям Олексію Михайловичу та синам його Федору Олексійовичу і Петру Олексійовичу. Служив, як сказано в тій же грамоті, «желательно», тобто похвально, «до кончины живота своего» і за службу, після смерті, його вдова Агафія, дочка Лазаря Горленка та єдиний син його Павло Ракович одержали від царів Івана та Петра Олексійовичів у 1694(5) році грамоту на володіння селом Петрівкою та слободою Попівкою.
На той час на цих два маєтки було 160 дворів.
Про Павла Раковича відомо, що був він одружений з дочкою охочекомонного полковника Пашковського і служив бунчуковим товаришем. В цьому ж таки чині ходив він у 1725 році в  Сулацько-Гилянський похід разом зі своїми синами Андрієм та Федором. Сталося так, що Федір помер раніше свого батька і всі маєтності Раковича перейшли у спадщину одному Андрієві за винятком тієї частини землі, яку Павло Ракович віддав своїй доньці.
В цей час в Галиці помітно зменшилось населення. Селяни почали переселятись в інші села, шукати кращі місця, а тут іще в 1718 році Павло Ракович не далеко від Галиці в урочищі Сальна Дуброва поселив дві слободи. Згодом поблизу Галиці були поселені ще ряд слобідок, які вже заселив син Павла — Андрій. Андрій був одружений, мав дочку Євдокію та шістьох синів: Захара, Лаврентія, Степана, Івана, Павла і Петра. Між синами і була розділена спадщина. Село Петрівка дісталася Петрові, тим самим ніби ще раз підтвердилася назва.
Між сестрою та братами точилась суперечка відносно батьківської спадщини, внаслідок цього розподіл маєтностей зазнав змін. Сестра вимагала четверту частину спадщини і вона одержала її — це було село Петрівка.
Найдавніше знаходження на мапі 1812 рік.
Після вітчизняної війни 1812 року становище селян стало ще гіршим. Між 1815-20 роками в селі відбулося повстання селян. Були зруйновані поміщицькі будівлі, економії, розігнали з села поміщиків. Для розгрому цього повстання в село прибув загін карателів, який 150 сімей етапом вигнав на заслання в Херсонську губернію в район Скадовська. Ось чому в декількох селах Херсонської області часто зустрічались прізвища Голобородько, Головенець, Кирлась, Степаненко.
Жителі села були кріпаками. В селі було чотири економії: Баратова, Корнєєва, Талантова і Забіли. Баратов продав свою економію Дарагану, а Забіла — Джиґурді, які мали в своїх володіннях велику кількість землі.
В минулому в селі Петрівка було до 400 дворів. Населення займалось сільським господарством, працювало на панів, а близько 70 % населення (молодь) йшли на заробітки на Таврію, на Донбас, у Київ. Працювали по багато років з метою заробити грошей і повернутись додому, купити землі. В сільських поміщиків селяни відробляли різні повинності. У Талантова і Баратова кріпаки працювали по 3-4 дні, а за свою працю нічого не отримували. Крім того вони мусили платити три податки: сільський, земський та державний. Становище селян було надзвичайно тяжким.
У 1862 році у селі володарському Петрівка була церква та 183 двори де жило 1077 осіб
У 1911 році у селі Петрівка була Іллінська церква , земська та грамоти школи та жило 1954 особи
До перервороту 1917 року населеному пункту належало 2700 га орної землі, у тому числі поміщикам — 2100 га, а селянам — 600 га.
У 1928 році, на прилеглих до населеного пункту землях з жителів села утворився хутір Воровського зі 150 дворів.
В передвоєнний рік тут проживало близько 1300 осіб населення. Було 320 господарських дворів, діяла семирічна школа, медамбулаторія, сільський клуб, сільська рада. В школі проходили навчання в дві зміни, навчалося близько 200 дітей.
Під час Другої світової війни місцем боїв населений пункт не був. Офіційно окупація села тривала з 17 вересня 1941 по 19 вересня 1943 року. Село залишалось не зруйнованим, не спаленим, не знищилась жодна капітальна споруда. Однак були закриті школа, медпункт; багато було розбито та занедбано. На першому поверсі школи німці тримали коней.
Петрівка була одним з тих сіл, де була висока народжуваність. Близько 40 % сімей мали 6-8 дітей. За що вже після війни більше 100 жінок отримали ордени Мати-героїня.
До 2017 року було центром Петрівської сільської ради.

## Політика

### Парламентські вибори, 2019
На позачергових парламентських виборах 2019 року у селі функціонувала окрема виборча дільниця № 740626, розташована у приміщенні школи.
Результати
- зареєстровано 222 виборці, явка 66,67%, найбільше голосів віддано за Всеукраїнське об'єднання «Батьківщина» — 35,86%, за «Слугу народу» — 31,03%, за Радикальну партію Олега Ляшка — 11,72%[7]. В одномандатному окрузі найбільше голосів отримав Сергій Коровченко (самовисування) — 46,58%, за Бориса Приходька (самовисування) — 17,12%, за Дмитра Пахомова (Слуга народу) — 9,59%[8].

## Особистості
В селі народилися:
- Коваль Віталій Кирилович — журналіст, критик, письменник
- Павло Арсентійович Голобородько (1942—2011) — український вчений-агроном, кандидат сільськогосподарських наук (1977), Заслужений діяч науки і техніки України (1992).